# Comuna Varbla
Varbla este o comună (vald) din Comitatul Pärnu, Estonia. Cuprinde 40 localități (sate). Reședința comunei este satul omonim.